# St Stephen
St Stephen är en ort i Storbritannien.   Den ligger i grevskapet Cornwall och riksdelen England, i den södra delen av landet, 400 km väster om huvudstaden London. St Stephen ligger 62 meter över havet och antalet invånare är 2 252.
Terrängen runt St Stephen är huvudsakligen platt, men österut är den kuperad.  Närmaste större samhälle är St Austell, 8,9 km öster om St Stephen. Trakten runt St Stephen består i huvudsak av gräsmarker.